# Тего Хаджиев
Тего Хаджиев или Тегов е български революционер, деец на Вътрешната македоно-одринска революционна организация.

## Биография
Тего Хаджиев е роден в леринското село Горно Върбени (Екши Су), тогава в Османската империя, днес в Гърция. Присъединява се към ВМОРО и е войвода на селската чета. През Илинденско-Преображенското въстание от 1903 година участва в отряда на Михаил Чеков, Георги Попхристов и Георги Чакъров от Банско, специалист по взривовете. Организират нападението на гарата на Горно Върбени, при което Тего Хаджиев е тежко ранен. Занесен е в Горно Върбени на лечение, където остава в нелегалност до обявяването на амнистията от страна на Османските власти в началото на 1904 година.